# Station Stare Polichno
Station Stare Polichno is een spoorwegstation in de Poolse plaats Stare Polichno.